# 日本テレビ・報道局制作番組の分野別一覧
日本テレビ・報道局制作番組の分野別一覧（にほんテレビ・ほうどうきょくせいさくばんぐみのぶんやべついちらん）は、日本テレビ放送網の報道局で制作され、日本テレビを主体とするNippon News Network（NNN）加盟30社で放送されている、または過去に放送されたニュース・報道・情報番組の一覧である。

## 放送中のニュース・報道・情報番組
字幕：字幕放送（クローズドキャプション）、★：リアルタイム字幕放送

### デイリーニュース
- Oha!4 NEWS LIVE（月曜 - 金曜 4時30分 - 5時50分）[1]
- NNN NEWS ZIP!（『ZIP!』に内包）
- NNNニュースサタデー（土曜 5時45分 - 5時55分）★
- NNNニュースサンデー（日曜 6時15分 - 6時30分）手話
- NNNストレイトニュース（月曜 - 日曜 11時30分 - 11時45分）★[2]
- news every.（月曜 - 金曜 15時50分 - 19時、土曜 17時 - 17時30分）★
- news zero（月曜 - 木曜 23時 - 23時59分、金曜 23時30分 - 土曜0時30分〈土曜未明、金曜深夜〉）★
  - NNNニュース&スポーツ（『news zero』休止時の代替番組として放送）
- Going!Sports&News（土曜・日曜 23時55分 - 日曜・月曜0時55分〈日曜・月曜未明、土曜・日曜深夜〉）★
  - NNNスポーツ&ニュース（『Going!Sports&News』休止時の代替番組として放送）
- NNNニュース（年末年始などに放送）★

### 報道番組
- 皇室日記（毎月第4日曜 6時 - 6時15分）字幕
- 真相報道 バンキシャ!（日曜 18時 - 18時55分）★
- NNNドキュメント（日曜 0時55分 - 1時25分〈月曜未明、日曜深夜〉）字幕

### 選挙特番
- zero選挙 ★

### BS日テレ
- 深層NEWS （毎週月曜 - 木曜 19:00 - 19:55、金曜 19:00 - 20:54）（日テレNEWS24でも時差ネット放送実施）

### 専門チャンネル
- 日テレNEWS24

### 報道特別番組
- ACTION 日本を動かすプロジェクト（不定期、年数回）
- 台風関連
- 地震関連

## 終了した主なニュース番組

### ニュース・報道番組
- NNN朝のニュース
- NNN昼のニュース
- NNNニュースダッシュ→NNNニュースD
- NNNワイドニュース（1965年から1970年の前期、NNN発足時）
- NNN JUST NEWS
- NNN6:30きょうのニュース
- NNNライブオンネットワーク
- NNN日曜夕刊
- NNNニュースプラス1サンデー
- NNN Newsリアルタイム
- 6時です!4チャンネル
- さきどり!Navi
- ニュース朝いち430
- NNNニュースプラス1
- NNNきょうの出来事
- からだ元気科（日本医師会提供）
  - 健康増進時代
  - Oh!診
- 報道通
- 先端研
- 報道特捜プロジェクト
- 日本テレニュース
- あさ7時のニュース
- NNNニュースフラッシュ
- NNNモーニング7
- NNNおはよう!ニュースワイド
- NNNニューススポット
- NNNニュースジパング（『ジパングあさ6』内）
- NNNニュースSUPER（『ズームイン!!SUPER』内）
- NTVニュース（NNN発足以降もかなりの間存続）
- ニッポンの大疑問α
- ZERO MINUTE

外注番組
- 3社ニュース（読売新聞ニュースだけは、日本テレビ報道部も制作に関わっていた。）
- 読売新聞ニュース
  - 読売新聞 あすの朝刊

### 天気情報番組
- おはよう天気
- 朝一番天気!あさ天（編成局と共同制作）
- あさ天5
- あさ天サタデー（編成局と共同制作）

### 選挙特番
- NNN ELECTION
- ゲキセン!